# Hrabstwo Orange (Nowy Jork)
Orange – hrabstwo (ang. county) w stanie  Nowy Jork w USA. Populacja wynosi 341 367 mieszkańców (stan według spisu z 2000 r.).
Powierzchnia hrabstwa wynosi 2172 km². Gęstość zaludnienia wynosi 161 osób/km².

## Miasta
- Blooming Grove
- Chester
- Cornwall
- Crawford
- Deerpark
- Goshen
- Greenville
- Hamptonburgh
- Highlands
- Minisink
- Middletown
- Monroe
- Montgomery
- Mount Hope
- New Windsor
- Newburgh
- Port Jervis
- Tuxedo
- Wallkill
- Warwick
- Wawayanda
- Woodbury

## Wsie
- Chester
- Cornwall-on-Hudson
- Florida
- Goshen
- Greenwood Lake
- Harriman
- Highland Falls
- Kiryas Joel
- Maybrook
- Monroe
- Montgomery
- Otisville
- South Blooming Grove
- Tuxedo Park
- Unionville
- Walden
- Warwick
- Washingtonville

## Miejscowości spisowe
- Balmville
- Beaver Dam Lake
- Central Valley
- Firthcliffe
- Fort Montgomery
- Gardnertown
- Highland Mills
- Mechanicstown
- Mountain Lodge Park
- New Windsor
- Orange Lake
- Pine Bush
- Salisbury Mills
- Scotchtown
- Vails Gate
- Walton Park
- Washington Heights
- West Point